# Wiktor Mamatow
Wiktor Fiodorowicz Mamatow (ros. Виктор Фёдорович Маматов, ur. 21 lipca 1937 w Biełowie, zm. 27 października 2023 w Moskwie) – radziecki biathlonista, dwukrotny mistrz olimpijski i wielokrotny medalista mistrzostw świata.

## Kariera
W 1967 roku wystartował w mistrzostwach świata w Altenbergu, zdobywając dwa medale. Najpierw zwyciężył w biegu indywidualnym, wyprzedzając Polaka Stanisława Szczepaniaka i Jona Istada z Norwegii. Następnie razem z Aleksandrem Tichonowem, Rinatem Safinem i Nikołajem Puzanowem zajął drugie miejsce w sztafecie. Podczas trzech kolejnych edycji tej imprezy: mistrzostwach świata w Zakopanem (1969), mistrzostwach świata w Östersund (1970) i mistrzostwach świata w Hämeenlinna (1971) zdobywał złote medale w sztafecie. W tym czasie w biegu indywidualnym na podium stanął raz: w 1970 roku zajął trzecie miejsce, przegrywając tylko z Aleksanderm Tichonowem i Norwegiem Torem Svendsbergetem.
Wspólnie z Aleksandrem Tichonowem, Nikołajem Puzanowem i Władimirem Gundarcewem zdobył złoty medal w sztafecie podczas X Zimowych Igrzysk Olimpijskich w Grenoble w 1968 roku. W biegu indywidualnym rywalizację ukończył na siódmej pozycji. Takie same wyniki osiągnął cztery lata później podczas XI Zimowych Igrzysk Olimpijskich w Sapporo. Tym razem sztafeta Związku Radzieckiego wystąpiła w składzie: Aleksandr Tichonow, Rinat Safin, Iwan Biakow i Wiktor Mamatow.
Po zakończeniu kariery Wiktor Mamatow pracował jako trener. Prowadził reprezentację Związku Radzieckiego w latach 1973–1976 i 1981-1985. W latach 1989–1992 był prezesem Radzieckiej Federacji Biathlonu. Następnie, w latach 1993–1998 był wiceprezesem Rosyjskiej Federacji Biathlonu, jednocześnie będąc członkiem Rosyjskiego Komitetu Olimpijskiego (1994-2002). Był również managerem reprezentacji Rosji w biathlonie podczas XVIII Zimowych Igrzysk Olimpijskich Nagano 1998 i XIX Zimowych Igrzysk Olimpijskich Salt Lake City 2002.
W 1967 roku otrzymał tytuł Zasłużonego Mistrza Sportu ZSRR, dwukrotnie Order Czerwonego Sztandaru Pracy (1972 i 1988), Order Przyjaźni Narodów (1994), Order „Za zasługi dla Ojczyzny” IV klasy (1999), a także Medal „Za pracowniczą wybitność” i Medal „Za pracowniczą dzielność”.

## Osiągnięcia

### Igrzyska olimpijskie
| Rok  | Miejscowość | Konkurencje | Konkurencje | Konkurencje | Konkurencje | Konkurencje | Konkurencje | Konkurencje |
| Rok  | Miejscowość | IN          | SP          | PU          | MS          | RL          | MR          | SR          |
| ---- | ----------- | ----------- | ----------- | ----------- | ----------- | ----------- | ----------- | ----------- |
| 1968 | Grenoble    | 7.          | nd.         | nd.         | nd.         | 1.          | nd.         | –           |
| 1972 | Sapporo     | 7.          | nd.         | nd.         | nd.         | 1.          | nd.         | –           |

### Mistrzostwa świata
| Rok  | Miejscowość | Konkurencje | Konkurencje | Konkurencje | Konkurencje | Konkurencje | Konkurencje | Konkurencje |
| Rok  | Miejscowość | IN          | SP          | PU          | MS          | RL          | MR          | SR          |
| ---- | ----------- | ----------- | ----------- | ----------- | ----------- | ----------- | ----------- | ----------- |
| 1967 | Altenberg   | 1.          | nd.         | nd.         | nd.         | 2.          | nd.         | –           |
| 1969 | Zakopane    | 14.         | nd.         | nd.         | nd.         | 1.          | nd.         | –           |
| 1970 | Östersund   | 3.          | nd.         | nd.         | nd.         | 1.          | nd.         | –           |
| 1971 | Hämeenlinna | 6.          | nd.         | nd.         | nd.         | 1.          | nd.         | –           |